# Zračni desant
Zračni desant je oblika desanta, katerih izvajalci so zračnoprevozne in/ali padalske enote.
Taka oblika desanta je po navadi le podporna oz. vzporedna vojaška operacija, saj desantne enote pristanejo oziroma se izkrcajo v sovražnikovem zaledju in zaradi odrezanosti od lastnih linij ne morejo dolgo izvajati operacij.
Naloga zračnega desanta je zasesti ključne strateške točke (mostovi, skladišča, poveljstva,...) in jih držati do prihoda pehotnih enot, ki prodirajo po kopnem. V primeru, da le-te ne morejo prebiti sovražnikove obrambe in zračnodesatne enote pridejo v stik s sovražnikom, bo zračni desant propadel, saj so zračnoprevozne enote opremljene le z lahkim pehotnim orožjem in brez preskrbovalnih poti (možnost, da jim zmanjka strelivo,...).

## Načrtovanje zračnega desanta
Za načrtovanje zračnega desanta se po navadi zahteva zadovoljitev osnovne zahteve: da so bile izčrpane vse druge možne taktike, saj desant zaradi svoje specifičnosti predstavlja možnost velikega neuspeha in s tem uničenje desantne sile. 
Osnovni pogoji za izvedbo zračnega desanta so: obveščevalna dejavnost, zračna prevlada, hitrost in presenečenje ter okrepitve.
Obveščevalna dejavnost
Prvi pogoj za uspešno izvedbo zračnega desanta je tako pridobitev ažurnih in točnih obveščevalnih podatkov glede cilja in okolice cilja ter vremenskih pogojev. Obveščevalna služba mora tako priskrbeti veliko količino podatkov, ki vplivajo na načrtovanje in izvedbo take operacije:
- ugotoviti točno sovražnikovo moč v coni pristanka in v okolici, od koder bi lahko sovražnik poslal okrepitve (poudarek je predvsem na odkrivanju oklepnih, artilerijskih in protiletalskih enot); 
- ugotoviti stanje infrastrukture (ker so po navadi cilji zračni desantov mostovi, je treba ugotoviti, ali so mostovi še celi oz. so minirani, kakšne so stavbe v bližini, ali so primerne za obrambne položaje,...);
- ugotoviti geografske značilnosti terena (pomembno je ugotoviti, ali je zemljišče primerno za pristanek padalcev oz. letal; ali teren omogoča pregled nad izvajanjem operacije oz. je treba zasesti kakšne ključne topografske vrhove; kakšen je dostop do ciljev operacije,...); 
- ugotoviti vremenske značilnosti nad operacijskim področjem (operacijo je treba načrtovati tako, da bodo vremenski pogoji omogočali normalno izvajanje desanta; npr. ugotoviti moč vetrov na področju, ki bi lahko razpršili padalce oz. onemogočili pristanek letal oz. helikopterjev),...  
Zračna prevlada
Zračne sile v zračnem desantu predstavljajo obliko transporta, hkrati pa opravljajo tudi bojno vlogo. Lovska letala, jurišni bombniki in klasični bombniki morajo tako zagotovi zračno prevlado nad operacijskim področjem. Kot prvo morajo lovci preprečiti dostop sovražnikovih lovcev do lastnih bombnikov, ki bodo prvi napadli cilj z namenom razbitja sovražnikove obrambe, uničenja morebitnih oklepnih in protiletalskih enot,... - torej z namenom čim bolj razbiti bojno zmožnost sovražnika, še preden bo prišlo do samega desanta. Neposredno po letalskem bombardiranju bo sledil prilet transportnega letalstva (jadralnih letal, letal s padalci oz. helikopterjev), ki bo pripeljal desantne enote. Transportno letalstvo se bo nato umaknilo, medtem ko bodo nad operacijskim področjem ostala lovska in lovsko-bombniška letala z namenom zagotavljanja zračne podpore izkrcanim desantnim silam. V idealnem primeru bo zračna podpora prisotna več čas operacije.
Hitrost in presenečenje
V primeru, če morajo desantne sile pristati stran od cilja, je treba zagotoviti čim hitrejšo izkrcanje, organiziranje enote na tleh ter zavzetje danih ciljev, še predno se bo presenečeni sovražnik uspel organizirati ter izvesti protinapad. Ker desantne enote praviloma delujejo v sovražnikovemu zaledju, to pomeni, da v primeru počasnega delovanja sledi njihova obkolitev s strani sovražnikovih okrepitev, ki bodo bila poslana proti cilju operacije.
Okrepitve
Ker so desantne sile lahko opremljene in oborožene, potrebujejo nenehen dolet novih okrepitev v obliki moštva in opreme. Načeloma velja, da lahko desantne sile same zdržijo brez podpore 48 ur, nato pa jim bo v bojni situaciji zmanjkalo strelivo. Zato je pomembno, da načrtovalci v operacijo vključijo sekundarne valove novih desantnih enot oz. oskrbovalnih poletov. Še bolj pa je pomembno, da kopenski element operacije čim prej predre sovražnikovo obrambno linijo in prodre do desantnih enot, ki delujejo v sovražnikovemu zaledju. 

## Vrste zračnih desantov
- jadralni desant - uporabljena so jadralna letala,
- padalski desant - uporabljene so padalske enote,
- letalski desant - kombinacija jadralnega in padalskega desanta,
- helikopterski desant - uporabljeni so helikopterji,
- kombinirani zračni desant - kombinacija zgoraj naštetih

## Zgodovinski zračni desanti
- Operacija Živo srebro (1941)
- Operacija Market Garden (1944)
- Operacija Konjičev skok (1944)